# Jim Pepper
Jim Pepper (Salem, 18 giugno 1941 – Portland, 10 febbraio 1992) è stato un sassofonista, compositore e cantante statunitense.

## Biografia
Discendente per parte paterna dal popolo Creek e per parte materna dalla tribù dei Kaw, ad iniziare dalla fine dagli anni sessanta divenne un pioniere del fusion jazz. Il suo gruppo The Free Spirits (attivo dal 1965 al 1968, con il chitarrista Larry Coryell) fu il primo a fondere elementi del jazz con elementi del rock. Il suo strumento principale fu il sassofono tenore (Pepper suonava anche il flauto e il sassofono soprano). Il suo timbro sonoro incisivo e penetrante era unico per quei tempi. Un timbro simile caratterizzò successivamente altri musicisti come Jan Garbarek, Michael Brecker e David Sanborn.
Pepper acquisì notorietà per le sue composizioni che combinavano jazz con la musica dei Nativi americani. Don Cherry e Ornette Coleman lo incoraggiarono ad approfondire le sue radici culturali musicali e a fonderle nel jazz. La sua composizione  "Witchi Tai To" (che deriva da un canto di guarigione peyote utilizzato dalla Chiesa dei Nativi Americani) imparata dal nonno, costituì un famoso esempio del suo stile ibrido. Questo pezzo divenne famoso perché fu eseguito da numerosi musicisti, come Harper's Bizarre, Ralph Towner (da solo e con gli Oregon), Jan Garbarek e Brewer & Shipley. Pepper sostenne l'American Indian Movement.
Collaborò a progetti musicali con Don Cherry, Naná Vasconcelos, Collin Walcott, Kenny Werner, John Scofield, Ed Schuller, Hamid Drake e altri. Il suo album Comin' and Goin' del 1983 fu la dimostrazione definitiva del jazz dello stile unico di Pepper. Il disco contiene nove pezzi suonati da nove formazioni diverse. Collaborò anche con la Liberation Music Orchestra di Charlie Haden, con il quintetto di Paul Motian, con Bob Moses, con Marty Cook, con Mal Waldron, con David Friesen e con Amina Claudine Myers. Si esibì molto spesso in Europa.
Pepper morì nel 1992 di linfoma
Nell 1998, il compositore Gunther Schuller arrangiò, diresse e registrò The Music of Jim Pepper per orchestra sinfonica e gruppo jazz.
Nell'aprile 2007, il National Museum of the American Indian di Washington accettò il sassofono e il cappello di Jim Pepper nel corso di una cerimonia per onorare la sua eredità musicale.

## Film
- Pepper's Pow Wow (1995). Documentario diretto da Sandra Sunrising Osawa.  Seattle, Washington:  Upstream Productions.